# Parra for Cuva
Parra for Cuva (* 27. August 1991 in Northeim als Nicolas Demuth) ist ein deutscher Produzent, DJ und Liveact im Bereich der elektronischen Tanzmusik aus Berlin.

## Leben

### Musikalische Anfänge
Nicolas Demuth wuchs in Northeim in der Nähe von Göttingen in Niedersachsen auf. Mit elf Jahren lernte er Klavierspielen und interessierte sich u. a. für Stücke von Debussy. Nach einem Wechsel seines Klavierlehrers beschäftigte er sich mit Jazz-Improvisationen mit Fokus auf das Jazz-Piano. 2009 begann Nicolas Demuth anhand eines einfachen Programms Midi-Klaviernoten als Noten auszudrucken und mischte erste Klavierstücke mit HipHop-Elementen.
Nach seinem Abitur zog Nicolas Demuth nach Berlin, um Audiodesign zu studieren. Zuerst nannte sich Nicolas Demuth Natur-Klang, bevor er sich für den Künstlernamen Parra for Cuva entschied. Sein Künstlername Parra for Cuva ist eine Kunstschöpfung spanischen und englischen Ursprungs und soll 'Zwischen den Welten' bedeuten.

### Erste Erfolge und Durchbruch
Unter dem Namen Nian veröffentlichte Nicolas Demuth gemeinsam mit Annika Klose verschiedene Songs und spielten lokale Auftritte. Nicolas Demuth spielte Klavier, während Annika Klose, die unter dem Künstlernamen Anna Naklab agierte, Gitarre spielte und sang. Der musikalische Fokus lag auf ruhigen und entspannten Kompositionen.
Im Frühling 2013 veröffentlichte Nicolas Demuth zusammen mit Annika Klose Fading Nights auf dem französischen Label Delicieuse Musique Records. Es folgte eine weitere gemeinsame Produktion von Something Near auf dem Berliner Label Imprint Well Done Music! Im September 2013 wurde Wicked Games von Nicolas Demuth und Anna Naklab veröffentlicht. Der Track ist ein Rework von Chris Isaaks Wicked Game, veröffentlicht auf dem Label Spinnin Records. Wicked Games stieg in England direkt in die Top 5 der britischen iTunes-Charts ein und führte zu internationaler Bekanntheit Nicolas Demuths. Kurz danach folgte die EP Luhya mit Anna Naklab auf dem Label Delicieuse Musique Records. 2014 veröffentlichte Nicolas Demuth mit den Künstlern Egokind und Jona Mayr eine weitere EP auf dem Label Lenient Tales und die EP Veiled in blue auf dem Label Traum/TRAUMV179.

### Weiterer Werdegang
Im Januar 2015 wurde das Debütalbum Majouré von Nicolas Demuth auf dem Label Lenient Tales veröffentlicht. Auf dem Album sind zwölf Tracks, in denen sich Gastmusiker wie der Rapper Nieve, die Electro-Soul-Diva Casey K. und Monsoonsiren wiederfinden. Alle Songs besitzen ein elektronisches Fundament mit einer Vielfalt anderer musikalischer Einflüsse verschiedenster Genres.
Im Mai 2016 wurde Darwīš, das zweite Album von Parra for Cuva, mit der Unterstützung von Jonas Lechenmayr (alias Senoy) veröffentlicht. Erschienen ist die Platte beim Berliner Label „Project Mooncircle“.
Im Jahr 2017 erschien die EP Mood in C. Das Titellied Mood in C wurde nach der äthiopischen Pentatonik komponiert. Darüber hinaus kombiniert Demuth Gitarreneffekte mit Synths. Der Song Unfinished Colours ist eine Zusammenarbeit mit Others.
Im November 2018 erschien Parra for Cuvas drittes Album Paspatou. Robin Murray von clashmusic schreibt zu dem Album: „Das Album 'Paspatou', eine wunderschöne Mischung aus digitaler Melancholie und einigen faszinierenden Produktionskomplexitäten.“
Es folgte 2020 die EP/LP Planet Ujou gemeinsam mit dem Künstler Trashlagoon,
2021 wurde das Album Juno veröffentlicht. Obwohl es fast ausschließlich in Parra for Cuvas eigenem Studio in Berlin entstanden ist, vereint es doch Klänge aus aller Welt – eines südamerikanischen Ronrocos, eines indischen Flötenspielers sowie eines persischen Hackbretts.
2024 wurde das Album "Mimose" veröffentlicht. Diese LP lässt sich von verschiedenen Kulturen und Landschaften inspirieren. Die Musik von Parra for Cuva vereint eine Vielzahl von Einflüssen und vermischt Elemente aus Klassik, Jazz und Hip-Hop. "Mimose" taucht in emotionale Tiefen und energetischen Höhepunkten, mit erhebendem Gesang, bezaubernden Basslinien und kollaborativen Bemühungen.

## Musik
Die Stücke von Nicolas Demuth kombinieren Elemente der House-Musik und Pop, Klavierkompositionen und Downtempo. Viele elektronische Stücke von Nicolas Demuth entstehen am Klavier durch Skizzen oder anhand kompletter Solostücke. Künstler wie Ludovico Einaudi und Bonobo stellen unter anderem Inspirationsquellen dar. Sein Set Plains of Ostara beginnt mit Einaudis Werk Andare. Neben dem Klavier werden weitere Instrumente wie ein Kalimba, Steeldrum, Glockenspiele, Gitarre und Akkordeons für die Produktionen eingesetzt.

## Diskografie

### Studioalben
- 2014: Majouré
- 2016: Darwîś
- 2018: Paspatou
- 2021: Juno
- 2024: Mimose

### Singles und EPs
- 2013: Fading Nights (feat. Anna Naklab)
- 2013: Something Near (feat. Anna Naklab)
- 2013: Luhja
- 2013: Unique (feat. Aérotique)
- 2014: Wicked Games (feat. Anna Naklab)
- 2014: First Chapter (feat. Egokind & Jona Mayr)
- 2014: Unfold
- 2014: Veiled in Blue
- 2015: Champa
- 2016: Sacred Feathers
- 2017: Mood in C
- 2017: Pigment
- 2020: Planet Ujou
- 2020: Sumidero
- 2022: Who we are
- 2022:  Your inner workings

## Belege
1. ↑  Traumhaft gut: Elektromusiker Parra for Cuva aus Northeim. In: Hessische/Niedersächsische Allgemeine, 1. Juni 2016
2. ↑  Interview mit Parra for Cuva elektroaktivisten.de; abgerufen am 14. Januar 2015.
3. 1 2  Featured Artist – Parra For Cuva… (Memento des Originals vom 13. Januar 2015 im Internet Archive)  Info: Der Archivlink wurde automatisch eingesetzt und noch nicht geprüft. Bitte prüfe Original- und Archivlink gemäß Anleitung und entferne dann diesen Hinweis. blog.rormix.com; abgerufen am 14. Januar 2015.
4. 1 2  Anne: Parra for Cuva im Interview: “Es geht hauptsächlich darum, Gefühle durch die Musik auszudrücken”. replaymag.de, 21. Juni 2013; abgerufen am 14. Januar 2015.
5. 1 2 3 4  Benjamin Reibert: Parra for Cuva (WellDone!): “Meine damalige Nachbarin hat fast die Polizei gerufen”. trndmusik.de, 16. Juni 2013; abgerufen am 14. Januar 2015.
6. ↑  Techno für die Kopfhörer: Charts-Erfolg von Nicolas Demuth aus Northeim, Hessische/Niedersächsische Allgemeine, 4. Dezember 2013
7. ↑  Parra For Cuva, Egokind und Jona Mayr auf einer EP. trndmusik.de, 23. Januar 2014; abgerufen am 14. Januar 2015.
8. ↑  Parra for Cuva bringt Debütalbum “Majouré”. feelectronica.de; abgerufen am 14. Januar 2015.
9. ↑  Akanksha Chauhan: Review: Upcoming Album Parra For Cuva’s ‘Majoure’ on Lenient Tales Recordings + Album Preview. euphoricmag.com. 26. November 2014; abgerufen am 14. Januar 2015.
10. ↑  Parra For Cuva – Mood in C. In: Project Mooncircle. 2. Februar 2017 (projectmooncircle.com [abgerufen am 16. März 2017]).
11. ↑  Parra For Cuva* – Paspatou. Abgerufen am 2. April 2019.
12. ↑  ROBIN MURRAY: Parra for Cuva -Paspatou. In: clashmusic.com. 3. Oktober 2018, abgerufen am 7. Februar 2021 (englisch). (übersetztes Zitat)
13. ↑  Discogs: Trashlagoon, Parra for Cuva – Planet Ujou. In: discogs.com. discogs.com, 19. März 2020, abgerufen am 7. Februar 2021.
14. ↑  Jens Schwan: Parra for Cuva – Juno. In: THE CLUBMAP. 9. Juni 2021, abgerufen am 9. August 2021.
15. ↑  „Juno“ - Parra for Cuva veröffentlicht neues Album. In: FAZEmag -. 14. Mai 2021, abgerufen am 12. September 2021 (deutsch).
16. ↑  Juan Ignacio R. Wilkinson: Parra for Cuva present his fifth Studioalbum "Mimose". In: electronic groove. electronic groove, 22. April 2024, abgerufen am 26. August 2024 (englisch).
17. ↑  Chartquellen: DE UK NL
18. ↑  Auszeichnungen für Musikverkäufe: UK

| Personendaten    | Personendaten                     |
| ---------------- | --------------------------------- |
| NAME             | Parra for Cuva                    |
| ALTERNATIVNAMEN  | Demuth, Nicolas (wirklicher Name) |
| KURZBESCHREIBUNG | deutscher Musikproduzent und DJ   |
| GEBURTSDATUM     | 27. August 1991                   |
| GEBURTSORT       | Northeim                          |